# Cappella del Lupo
La cappella del Lupo (Wolfenkapelle in tedesco) è una chiesa ubicata a Brennero.

## Storia e descrizione
Nei pressi del maso Zöhrenhof, esisteva una cappella votiva: quando la struttura venne trasformata in una locanda, chiamata Lupo del Brennero, l'oste Christian Wolf, per adempiere a un voto, decise di edificare una cappella al posto dell'edicola. Denominata cappella del Lupo, dalla vicina locanda, venne realizzata nel 1755. Tra il 1968 e il 1969, per permettere la costruzione dell'autostrada del Brennero, sia la locanda che la cappella furono spostate nella collocazione definitiva.
La cappella presenta una facciata caratterizzata da varie finestre, oltre al portale centrale, e termina con una cupola a cipolla. Internamente è navata unica: conserva, sulla sinistra, un dipinto votivo ad olio su legno del 1757 e un crocifisso ligneo sul quale è posto un Cristo sanguinante.